# Historia de los ministerios de Agricultura de España
Este artículo trata sobre la historia de los ministerios españoles de Agricultura.

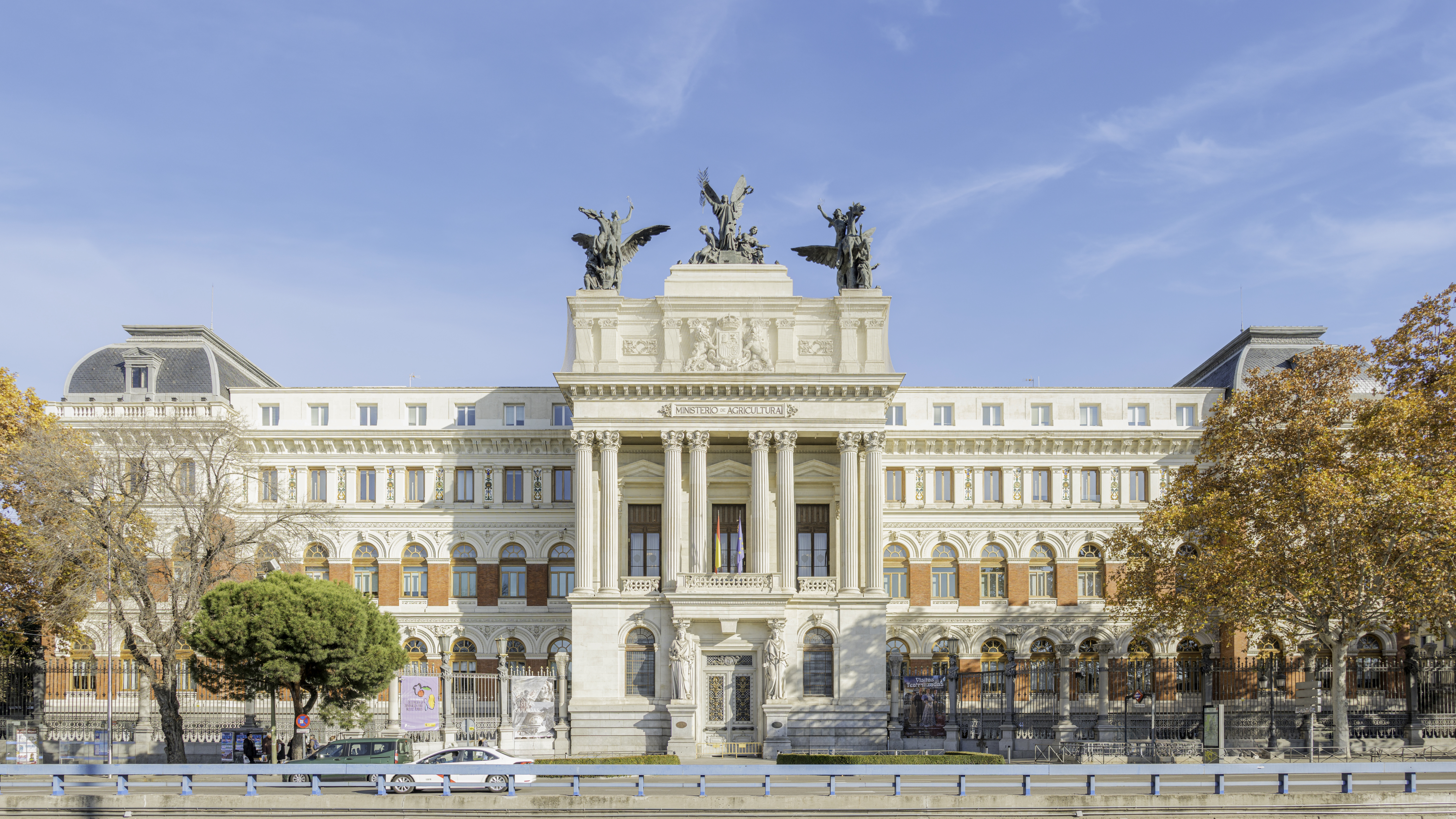
El Palacio de Fomento.

## Historia
El Ministerio de Agricultura, como Departamento exclusivamente dedicado a esta materia, nació en junio de 1933 bajo presidencia de Manuel Azaña, de la escisión en dos del hasta ese momento Ministerio de Agricultura, Industria y Comercio.
La actuación gubernamental en este ámbito es, sin embargo, muy anterior. Desde principios del siglo XIX, cabe mencionar, bajo el reinado de Fernando VII las labores de fomento de la agricultura, llevadas a cabo por el Ministerio de Hacienda o el ámbito de la ganadería, bajo la autoridad del Consejo de la Mesta.
Hito destacable fue el Real decreto de 9 de noviembre de 1832, de Victoriano de Encima, por el que se crea el Ministerio del Interior, bajo la denominación de Secretaría de Estado y del Despacho de Fomento General del Reino y que cuenta entre sus competencias la de fomento de la agricultura, los viveros y crías de ganados, el plantío y conservación de los montes y arbolados o la caza y la pesca. Para ello, se hacía depender del Departamento la Conservaduría de Montes y el honrado Concejo de la Mesta.
Tras crearse el Ministerio de Fomento en 1847 y asumir estas competencias, el área de agricultura se mantuvo en este departamento durante cerca de cien años. En 1870 existía ya una Dirección General de Obras Públicas y Agricultura. Entre 1900, tras la escisión de Educación, y 1905, el Departamento se denominó de Agricultura, Industria, Comercio y Obras Públicas, recuperando luego su denominación tradicional.
Con la publicación del Real Decreto de 3 de noviembre de 1928 se creaba el Ministerio de Economía Nacional, al que le fue transferida la Dirección General de Agricultura, con las cámaras agrícolas, consejo agronómico y asociación de Ganaderos y los servicios de Higiene y Sanidad pecuaria
Finalmente, el Ministerio de Agricultura, Industria y Comercio fue creado por Decreto del Presidente de la República Niceto Alcalá Zamora el 16 de diciembre de 1931, incorporando las Direcciones Generales de Agricultura, Industria y Comercio, procedentes del Ministerio de Economía Nacional y las de Minas, Montes y Ganadería, procedentes del Ministerio de Fomento.
Dos años después, en junio de 1933, bajo presidencia de Manuel Azaña, se produjo la escisión en dos del Departamento, creándose por un lado el Ministerio de Agricultura y por otro el de Industria y Comercio. Era la primera vez que existía un Ministerio dedicado exclusivamente a gestionar la cuestión agrícola. La separación se hizo definitiva, excepto en el período comprendido entre el 25 de septiembre de 1935 y el 19 de febrero de 1936.
Al incorporarse las competencias de pesca, procedentes del Ministerio de Transportes, en 1981, el Departamento pasó a denominarse Ministerio de Agricultura, Pesca y Alimentación, denominación que mantuvo durante 27 años, hasta que en 2008 bajo el Gobierno de José Luis Rodríguez Zapatero, se fusiona con Medio Ambiente, y pasa a denominarse Ministerio de Medio Ambiente y Medio Rural y Marino.
Con el inicio de la X Legislatura en noviembre de 2011, toma el actual de Ministerio de Agricultura, Alimentación y Medio Ambiente, que pasa a Ministerio de Agricultura y Pesca, Alimentación y Medio Ambiente desde la XII Legislatura (noviembre de 2016). Tras la moción de censura contra Mariano Rajoy de 2018 y la formación del nuevo Gobierno de Pedro Sánchez en junio de 2018, el Ministerio volvió a desgajarse de Medio Ambiente, recuperando el nombre tradicional de Agricultura, Pesca y Alimentación.

## Denominaciones del Ministerio
Desde la Segunda República Española este Ministerio ha recibido las siguientes denominaciones en distintos momentos de su historia:
- (1) Ministerio de Agricultura, Industria y Comercio.
- (2) Ministerio de Agricultura.
- (3) Comisión de Agricultura y Trabajo Agrícola.
- (4) Ministerio de Agricultura y Trabajo.
- (5) Ministerio de Agricultura, Pesca y Alimentación.
- (6) Ministerio de Medio Ambiente, Medio Rural y Marino.
- (7) Ministerio de Agricultura, Alimentación y Medio Ambiente.
- (8) Ministerio de Agricultura y Pesca, Alimentación y Medio Ambiente.

## Lista de ministros
El Ministerio de Agricultura nació de la nueva denominación del Ministerio de Economía (Real Decreto del 6 de diciembre de 1931)

### Segunda República
| Espectro político                              |
| ---------------------------------------------- |
| PRRS PRR AR CEDA PSOE PAE IR PCE Independiente |

| Nombre | Nombre                             | Retrato                  | Mandato                  | Mandato                  | Partido Político | Gobierno                  | Gobierno |
| ------ | ---------------------------------- | ------------------------ | ------------------------ | ------------------------ | ---------------- | ------------------------- | -------- |
|        | Marcelino Domingo (1) (2)          |                          | 16 de diciembre de 1931  | 12 de septiembre de 1933 | PRRS             | Manuel Azaña              |          |
|        | Ramón Feced (2)                    |                          | 12 de septiembre de 1933 | 16 de diciembre de 1933  | PRRS             | Alejandro Lerroux         |          |
|        | Cirilo del Río Rodríguez (2)       |                          | 12 de septiembre de 1933 | 4 de octubre de 1934     | PRP              | Diego Martínez Barrio     |          |
|        | Cirilo del Río Rodríguez (2)       | Alejandro Lerroux        | 12 de septiembre de 1933 | 4 de octubre de 1934     | PRP              |                           |          |
|        | Cirilo del Río Rodríguez (2)       | Ricardo Samper Ibáñez    | 12 de septiembre de 1933 | 4 de octubre de 1934     | PRP              |                           |          |
|        | Manuel Giménez Fernández (2)       |                          | 4 de octubre de 1934     | 3 de abril de 1935       | CEDA             | Alejandro Lerroux         |          |
|        | Juan José Benayas (2)              |                          | 3 de abril de 1935       | 6 de mayo de 1935        | PP               | Alejandro Lerroux         |          |
|        | Nicasio Velayos Velayos (2)        |                          | 6 de mayo de 1935        | 25 de septiembre de 1935 | PAE              | Alejandro Lerroux         |          |
|        | José Martínez de Velasco (1)       |                          | 25 de septiembre de 1935 | 29 de octubre de 1935    | PAE              | Joaquín Chapaprieta       |          |
|        | Juan Usabiaga Lasquivar (1)        |                          | 29 de octubre de 1935    | 14 de diciembre de 1935  | PRR              | Joaquín Chapaprieta       |          |
|        | Joaquín de Pablo-Blanco Torres (1) |                          | 14 de diciembre de 1935  | 30 de diciembre de 1935  | PRR              | Manuel Portela Valladares |          |
|        | José María Álvarez Mendizábal (1)  |                          | 30 de diciembre de 1935  | 19 de febrero de 1936    | PRR              | Manuel Portela Valladares |          |
|        | Mariano Ruiz-Funes (2)             |                          | 19 de febrero de 1936    | 19 de julio de 1936      | IR               | Manuel Azaña              |          |
|        | Mariano Ruiz-Funes (2)             | Augusto Barcia Trelles   | 19 de febrero de 1936    | 19 de julio de 1936      | IR               |                           |          |
|        | Mariano Ruiz-Funes (2)             | Santiago Casares Quiroga | 19 de febrero de 1936    | 19 de julio de 1936      | IR               |                           |          |
|        | Ramón Feced (2)                    |                          | 19 de julio de 1936      | 19 de julio de 1936      | IR               | Diego Martínez Barrio     |          |
|        | Mariano Ruiz-Funes (2)             |                          | 19 de julio de 1936      | 4 de septiembre de 1936  | IR               | José Giral                |          |
|        | Vicente Uribe (2)                  |                          | 4 de septiembre de 1936  | 31 de marzo de 1939      | PCE              | Francisco Largo Caballero |          |
|        | Vicente Uribe (2)                  | Juan Negrín              | 4 de septiembre de 1936  | 31 de marzo de 1939      | PCE              |                           |          |

### Dictadura Franquista
| Espectro político                       |
| --------------------------------------- |
| Sin partido Militar Movimiento Nacional |

| Nombre | Nombre                                        | Retrato                         | Mandato               | Mandato                 | Partido Político    | Gobierno                                                   | Gobierno |
| ------ | --------------------------------------------- | ------------------------------- | --------------------- | ----------------------- | ------------------- | ---------------------------------------------------------- | -------- |
|        | Eufemio Olmedo                                |                                 | 5 de octubre de 1936  | 31 de enero de 1938     |                     | Junta Técnica del Estado (Guerra civil española 1936-1939) |          |
|        | Raimundo Fernández-Cuesta (2)                 |                                 | 31 de enero de 1938   | 9 de agosto de 1939     |                     | I Gobierno de Francisco Franco                             |          |
|        | Joaquín Benjumea (4)                          |                                 | 9 de agosto de 1939   | 19 de mayo de 1941      | Movimiento Nacional | II Gobierno de Francisco Franco                            |          |
|        | Miguel Primo de Rivera y Sáenz de Heredia (2) |                                 | 19 de mayo de 1941    | 20 de julio de 1945     | Movimiento Nacional | II Gobierno de Francisco Franco                            |          |
|        | Carlos Rein Segura (2)                        |                                 | 20 de julio de 1945   | 19 de julio de 1951     | Movimiento Nacional | III Gobierno de Francisco Franco                           |          |
|        | Rafael Cavestany de Anduaga (2)               |                                 | 19 de julio de 1951   | 25 de febrero de 1957   | Movimiento Nacional | IV Gobierno de Francisco Franco                            |          |
|        | Cirilo Cánovas García (2)                     |                                 | 25 de febrero de 1957 | 7 de julio de 1965      | Movimiento Nacional | V Gobierno de Francisco Franco                             |          |
|        | Cirilo Cánovas García (2)                     | VI Gobierno de Francisco Franco | 25 de febrero de 1957 | 7 de julio de 1965      | Movimiento Nacional |                                                            |          |
|        | Adolfo Díaz-Ambrona Moreno (2)                |                                 | 8 de julio de 1965    | 30 de octubre de 1969   | Movimiento Nacional | VII Gobierno de Francisco Franco                           |          |
|        | Tomás Allende y García-Baxter (2)             |                                 | 30 de octubre de 1969 | 11 de diciembre de 1975 | Movimiento Nacional | VIII Gobierno de Francisco Franco                          |          |
|        | Tomás Allende y García-Baxter (2)             | Luis Carrero Blanco             | 30 de octubre de 1969 | 11 de diciembre de 1975 | Movimiento Nacional |                                                            |          |
|        | Tomás Allende y García-Baxter (2)             | Torcuato Fernández-Miranda      | 30 de octubre de 1969 | 11 de diciembre de 1975 | Movimiento Nacional |                                                            |          |
|        | Tomás Allende y García-Baxter (2)             | Carlos Arias Navarro            | 30 de octubre de 1969 | 11 de diciembre de 1975 | Movimiento Nacional |                                                            |          |

### Monarquía Parlamentaria
| Espectro político                             |
| --------------------------------------------- |
| Independiente Movimiento Nacional UCD PSOE PP |

#### Juan Carlos I
| Nombre | Nombre                            | Retrato               | Mandato                  | Mandato                  | Partido Político    | Gobierno                        | Gobierno |
| ------ | --------------------------------- | --------------------- | ------------------------ | ------------------------ | ------------------- | ------------------------------- | -------- |
|        | Virgilio Oñate Gil (2)            |                       | 11 de diciembre de 1975  | 7 de julio de 1976       | Movimiento Nacional | Carlos Arias Navarro            |          |
|        | Fernando Abril Martorell (2)      |                       | 7 de julio de 1976       | 4 de julio de 1977       | UCD                 | Adolfo Suárez González          |          |
|        | José Enrique Martínez Genique (2) |                       | 4 de julio de 1977       | 24 de febrero de 1978    | UCD                 | Adolfo Suárez González          |          |
|        | Jaime Lamo de Espinosa            |                       | 24 de febrero de 1978    | 1 de diciembre de 1981   | UCD                 | Adolfo Suárez González          |          |
|        | Jaime Lamo de Espinosa            | Leopoldo Calvo Sotelo | 24 de febrero de 1978    | 1 de diciembre de 1981   | UCD                 |                                 |          |
|        | José Luis Álvarez Álvarez (2)     |                       | 1 de diciembre de 1981   | 12 de septiembre de 1982 | UCD                 |                                 |          |
|        | José Luis García Ferrero (2)      |                       | 12 de septiembre de 1982 | 2 de diciembre de 1982   | UCD                 |                                 |          |
|        | Carlos Romero Herrera (5)         |                       | 2 de diciembre de 1982   | 12 de marzo de 1991      | PSOE                | Gobiernos de Felipe González    |          |
|        | Pedro Solbes (5)                  |                       | 12 de marzo de 1991      | 13 de julio de 1993      | PSOE                | Gobiernos de Felipe González    |          |
|        | Vicente Albero (5)                |                       | 13 de julio de 1993      | 6 de mayo de 1994        | PSOE                | Gobiernos de Felipe González    |          |
|        | Luis María Atienza (5)            |                       | 6 de mayo de 1994        | 6 de mayo de 1996        | PSOE                | Gobiernos de Felipe González    |          |
|        | Loyola de Palacio (5)             |                       | 6 de mayo de 1996        | 30 de abril de 1999      | PP                  | Gobiernos de José María Aznar   |          |
|        | Jesús Posada (5)                  |                       | 30 de abril de 1999      | 27 de abril de 2000      | PP                  | Gobiernos de José María Aznar   |          |
|        | Miguel Arias Cañete (5)           |                       | 27 de abril de 2000      | 18 de abril de 2004      | PP                  | Gobiernos de José María Aznar   |          |
|        | Elena Espinosa (6)                |                       | 18 de abril de 2004      | 20 de octubre de 2010    | PSOE                | Gobiernos de Rodríguez Zapatero |          |
|        | Rosa Aguilar (6)                  |                       | 20 de octubre de 2010    | 22 de diciembre de 2011  | PSOE                | Gobiernos de Rodríguez Zapatero |          |
|        | Miguel Arias Cañete (7)           |                       | 22 de diciembre de 2011  | 28 de abril de 2014      | PP                  | Gobierno de Mariano Rajoy       |          |
|        | Isabel García Tejerina (7)        |                       | 28 de abril de 2014      | 16 de agosto de 2016     | PP                  | Gobierno de Mariano Rajoy       |          |

#### Felipe VI
| Nombre | Nombre                         | Retrato | Mandato              | Mandato            | Partido Político | Gobierno                                                                                            | Gobierno |
| ------ | ------------------------------ | ------- | -------------------- | ------------------ | ---------------- | --------------------------------------------------------------------------------------------------- | -------- |
|        | Isabel García Tejerina (7) (8) |         | 16 de agosto de 2016 | 1 de junio de 2018 | PP               | Gobierno de Mariano Rajoy                                                                           |          |
|        | Luis Planas (5)                |         | 7 de junio de 2018   | En la actualidad   | PSOE             | Primer gobierno de Pedro Sánchez Segundo gobierno de Pedro Sánchez Tercer gobierno de Pedro Sánchez |          |

## Lista de subsecretarios
| Nombre                                                | Cuerpo de funcionarios                                                                                          | Año de nacimiento | Fecha de nombramiento   |
| ----------------------------------------------------- | --- | ----------------- | ----------------------- |
| Jaime Lamo de Espinosa y Michels de Champourcín (1)   | Profesor Universitario                                                                                          | 1941              | 16 de julio de 1976     |
| José María Álvarez del Manzano y López del Hierro (1) | Cuerpo Superior de Inspectores de Hacienda del Estado                                                           | 1937              | 11 de julio de 1977     |
| José María Martín Oviedo (1)                          | Cuerpo de Ingenieros Agrónomos                                                                                  | 1940              | 3 de marzo de 1978      |
| Luis Mardones Sevilla (1)                             | Cuerpo Nacional Veterinario                                                                                     | 1938              | 27 de abril de 1979     |
| José Luis García Ferrero (6)                          | Cuerpo Nacional Veterinario                                                                                     | 1929              | 3 de octubre de 1980    |
| Antonio Botella García (6)                            | Cuerpo de Abogados del Estado                                                                                   | 1947              | 3 de septiembre de 1982 |
| José Francisco Peña Díez (6)                          | Cuerpo Superior de Administradores Civiles del Estado                                                           | 1946              | 7 de diciembre de 1982  |
| Julián Arévalo Arias (6)                              | Cuerpo Superior de Administradores Civiles del Estado                                                           | 1943              | 27 de febrero de 1987   |
| Juan Antonio Blanco-Magadán y Amutio (6)              | Cuerpo Superior de Administradores Civiles del Estado                                                           | 1947              | 12 de abril de 1991     |
| Mariano Casado González (6)                           | Cuerpo Superior de Interventores y Auditores del Estado                                                         | 1948              | 23 de julio de 1993     |
| Santos Castro Fernández (6)                           | Cuerpo Superior de Administradores Civiles del Estado                                                           | 1949              | 27 de mayo de 1994      |
| Nicolás López de Coca Fernández-Valencia (6)          | Cuerpo de Ingenieros Agrónomos                                                                                  | 1943              | 17 de mayo de 1996      |
| Manuel Lamela Fernández (6)                           | Cuerpo de Abogados del Estado                                                                                   | 1962              | 26 de mayo de 1997      |
| Manuel Esteban Pacheco Manchado (6)                   | Cuerpo de Abogados del Estado                                                                                   | 1960              | 10 de enero de 2003     |
| Santiago Menéndez de Luarca y Navia-Osorio (6)        | Cuerpo Técnico Facultativo Superior de Organismos Autónomos del Ministerio de Agricultura, Pesca y Alimentación | 1948              | 19 de abril de 2004     |
| María Felicidad Montero Pleite (7)                    | Cuerpo de Arquitectos del Ayuntamiento de Motril                                                                | 1949              | 29 de octubre de 2010   |
| Jaime Haddad Sánchez-Cueto (8)                        | Cuerpo Superior de Administradores Civiles del Estado                                                           | 1968              | 30 de diciembre de 2011 |
| María Dolores Ocaña Madrid (5)                        | Cuerpo de Abogados del Estado                                                                                   |                   | 15 de junio de 2018     |
| Luis Álvarez-Ossorio Álvarez (5)                      | Cuerpo Superior de Administradores Civiles del Estado                                                           | 1959              | 17 de enero de 2020     |
| Ernesto Abati García-Manso (5)                        | Cuerpo Superior de Administradores Civiles del Estado                                                           | 1961              | 2 de noviembre de 2021  |

## Lista de secretarios de Estado
- Secretario de Estado de Medio Rural y Agua: 
  - Josep Puxeu Rocamora (2008-2011).  -En el Ministerio de Medio Ambiente y Medio Rural y Marino-.
- Secretario de Estado de Alimentación:
  - Claudio Gandarias Beascoechea (1982)
  - Juan Carlos Guerra Zunzunegui (1981-1982)
- Secretario de Estado de Agricultura y Alimentación
  - María Begoña García Bernal (2023- )

## Lista de secretarios generales
- Secretaría General de Pesca 
  - Isabel Artime García (2023- )
  - Alicia Villauriz Iglesias (2018-2023)
  - Alberto Manuel López-Asenjo García (2017-2018)
  - Andrés Hermida Trastoy (2014-2017)
  - Carlos Domínguez Díaz (2012-2014)
- Secretario General del Mar
  - Alicia Villauriz Iglesias (2010-2011)
  - Juan Carlos Martín Fragueiro (2008-2010)
- Secretario General de Pesca Marítima
  - Juan Carlos Martín Fragueiro (2004-2008)
  - María del Carmen Fraga Estévez (2002-2004)
  - Samuel Jesús Juárez Casado (1996-2002)
  - José Loira Rúa (1987-1996)
  - Miguel Oliver Massuti (1982-1987)
- Secretario General de Medio Rural
  - Eduardo Tamarit Prada (2010-2011)
  - Alicia Villauriz Iglesias (2008-2010)
- Secretario General de Recursos Agrarios y Seguridad Alimentaria
  - Ana Rodríguez Castaño (2024- )
  - Fernando Miranda Sotillos (2023-2024)
- Secretario General de Agricultura y Alimentación
  - Fernando Miranda Sotillos (2018-2023)
  - Carlos Cabanas Godino (2014-2018)
  - Isabel García Tejerina (2012-2014)
  - Josep Puxeu Rocamora (2005-2008)
  - Fernando Moraleda Quílez (2004-2005)
  - Isabel García Tejerina (2000-2004)
  - Carlos Díaz Eimil (1996-2000)
- Secretario General de Producciones y Mercados Agrarios
  - José Barreiro Seoane (1991-1996)
- Secretario General de Estructuras Agrarias
  - Carlos Tió Saralegui (1994-1995)
  - José Carles Genovés (1993-1994)
  - Luis Atienza Serna (1991-1993)
  - Jesús Arango Fernádez (1988-1991)
- Secretario General de Alimentación
  - Miguel Ángel Díaz Yubero (1992-1994)
  - Fernando Méndez de Andes y Suárez del Otero (1991-1992)
- Secretaría General de Desarrollo Rural y Conservación de la Naturaleza
  - Carlos Tió Saralegui (1995-1996)

## Lista de directores generales
- Dirección de Gabinete del Ministro
  - Miguel Ruiz Gómez (2020- )
  - Juan Prieto Gómez (2018-2019)
  - María Teresa Bernedo Arzak (2017-2018)
  - Begoña Nieto Gilarte (2016-2017)
  - María García Rodríguez (2012-2016)
  - Ricardo Domínguez García-Baquero (2010-2011)
  - Manuel Rossi Prieto (2004-2010)
  - Catalina de Miguel García (2000-2004)
  - Ramón Blein Sánchez de León (1999-2000)
  - Jaime Haddad Sánchez de Cueto (1998-1999)
  - Francisco José Simón Vila (1996-1998)
  - Jesús López Sánchez-Cantalejo (1994-1996)
  - Jesús Alfaro Matos (1993-1994)
  - Jordi Sevilla Segura (1991-1993)
  - Alberto Galán Ruiz-Poveda (1984-1991)
  - Carlos Tió Saralegui (1982-1984)
- Dirección General de Producciones y Mercados Agrarios
  - Elena Busutil Fernández (2024- )
  - Ana Rodríguez Castaño (2023-2024)
  - Esperanza Orellana Moraleda (2018-2023)
  - Fernando Miranda Sotillos (2014-2018)
  - Carlos Cabanas Godino (2012-2014)
- Dirección General de Recursos Agrícolas y Ganaderos 
  - Margarita Arboix Arzo (2010-2011) (1)
  - Carlos Javier Escribano Mora (2008-2010)
- Dirección General de Agricultura
  - Francisco Mombiela Muruzábal (2006-2008)
  - Ángel Luis Álvarez Fernández (2004-2006)
  - Rafael Milán Díez (1998-2004)
- Dirección General de Producciones y Mercados Agrícolas
  - Rafael Milán Díez (1996-1998)
  - Francisco Daniel Trueba Herranz (1991-1996)
- Dirección General de Sanidad de la Producción Agroalimentaria y Bienestar Animal
  - Emilio Luis García Muro (2025- )
  - Valentín Almansa de Lara (2023-2025)
- Dirección General de Sanidad de la Producción Agraria
  - Valentín Almansa de Lara (2012-2023)
  - Valentín Almansa Sahagún (1996-1997)
  - Cleto Sánchez Vellisco (1991-1996)
  - Miguel Ángel Díaz Yubero (1991-1992)
- Dirección General de la Producción Agraria
  - Julio Blanco Gómez (1983-1991)
  - Antonio Herrero Alcón (1981-1983)
  - Luis Delgado Santaolalla (1980-1981)
  - José Luis García Ferrero (1978-1980)
- Dirección General de Investigación y Capacitación Agrarias
  - Adolfo Martínez Jiménez (1983-1991)
  - Gerardo García Fernández (1980-1983)
- Dirección General de de Capacitación y Extensión Agrarias
  - Gerardo García Fernández (1978-1980)
  - Antonio Salvador Chico (1976-1978)
- Dirección General de Acciones Estructurales
  - Joaquín Castillo Sempere (1994-1995)
  - Jesús López Sánchez-Cantalejo (1991-1994)
- Dirección General de Infraestructuras y Cooperación
  - José Ramón López Pardo (1994-1995)
  - Adolfo Martínez Gimeno (1993-1994)
  - Santiago Alonso González (1991-1993)
- Dirección General de Coordinación de Estructuras Agrarias
  - Santiago Alonso González (1988-1991)
- Dirección General de Ganadería
  - Carlos Javier Escribano Mora (2006-2008)
  - Beatriz Garcés de Marcilla (2005-2006)
  - María Echevarría Viñuela (2004-2005)
  - Carlos Javier Escribano Mora (2001-2004)
  - Quintiliano Pérez Bonilla (1998-2001)
- Dirección General de Producciones y Mercados Ganaderos
  - Quintiliano Pérez Bonilla (1996-1998)
  - Manuel Alonso Núñez (1991-1996)
- Dirección General de Recursos Pesqueros y Acuicultura 
  - Isabel Artime García (2017-2018)
  - José Miguel Corvinos (2015-2017)
  - Ignacio Escobar Guerrero (2012-2015)
  - Alejandro Polanco Mata (2009-2012)(1)
- Dirección General de Pesca Sostenible
  - Ramón de la Figuera Morales (2024- )
  - Mónica Corrales Rodrigáñez (2023-2024)
  - Isabel Artime García (2020-2023)
- Dirección General de Recursos Pesqueros
  - Isabel Artime García (2018-2020)
  - Fernando Curcio y Ruigómez (2004-2009)
  - Carlos Domínguez Díaz (2002-2004)
  - Arturo Avello Díez del Corral (2000-2002)
  - José Ramón Barañano Fernández (1996-2000)
  - Rafael Conde de Saro (1991-1996)
- Dirección General de Ordenación Pesquera y Acuicultura
  - Aurora de Blas Carbonero (2023- )
  - Juan Ignacio Gandarias Serrano (2018-2023)
- Dirección General de Ordenación Pesquera
  - José Luis González Serrano (2017-2018)
  - Carlos María Larrañaga Ces (2014-2017)
  - Andrés Hermida Trastoy (2012-2014)
  - Ignacio Gandarias Serrano (2008-2012) (1)
  - Rafael Jaén Vergara (1985-1991)
  - Fernando González Laxe (1982-1985)
  - Gonzalo Vázquez Martínez (1981-1982)
- Dirección General de Estructuras y Mercados Pesqueros
  - Ignacio Gandarias Serrano (2007-2008)
  - Alberto López García-Asenjo (2002-2007)
  - Jesús Varela Bellido (2000-2002)
  - Abelardo Almecija Cantón (1996-2000)
- Dirección General de Mercados Pesqueros
  - Sebastián Fraile Arévalo (1994-1996)
  - Rafael Morán Medina (1991-1994)
- Dirección General de Estructuras Pesqueras
  - Rafael Jaén Vergara (1991-1996)
- Dirección General de Relaciones Pesqueras Internacionales
  - María Pilar García Doñoro (1986-1991)
  - Luis Javier Casanova Fernández (1983-1985)
  - Juan Prat Coll (1981-1982)
- Dirección General de Pesca Marítima
  - Gonzalo Vázquez Martínez (1978-1981) (2)
  - Félix Bragado Mayol (1977-1978) (3)
  - Dirección General de Alimentación
  - José Miguel Herrero Velasco (2023- )
- Dirección General de la Industria Alimentaria
  - José Miguel Herrero Velasco (2018-2023)
  - Fernando José Burgaz Moreno (2012-2018)
- Dirección General de Industria y Mercados Alimentarios 
  - Isabel Bombal Díaz (2009-2011) (1)
- Dirección General de Industria Agroalimentaria y Alimentación
  - Almudena Rodríguez Sánchez-Beato (2006-2008)
  - María Echevarría Viñuela (2005-2006)
  - Jorge Antonio Santiso Blanco (2004-2005)
- Dirección General de Alimentación
  - Begoña Nieto Gilarte (2002-2004)
  - Francisco Simón Vila (2000-2002)
  - Fernando Zamácola Garrido (1999-2000)
  - María del Pilar Ayuso González (1998-1999)
- Dirección General de Política Alimentaria
  - Josep Puxeu Rocamora (1993-1996)
  - Luis Cacho Quesada (1992-1993)
  - Mariano Maraver y López del Valle (1984-1992)
  - Ismael Díaz Yubero (1982-1984)
- Dirección General de Industrias Agrarias y Alimentarias
  - Pilar Ayuso González (1996-1998)
  - Santiago Menéndez de Luarca Navia-Osorio (1994-1996)
  - Enric Beltrán Fos (1993-1994)
  - Antonio Riaño López (1991-1993)
  - María del Carmen Lizárraga Madrueño (1989-1991)
  - Fernando Méndez de Andes Suárez del Otero (1987-1989)
  - Vicente Albero Silla (1982-1987)
  - Rafael Pastor Benet (1981-1982)
- Dirección General de Industrias Agrarias
  - José Manuel Rodríguez Molina (1980-1981)
  - José Antonio Sáez Illobre (1978-1980 )
  - José Luis García Ferrero (1976-1978)
- Desarrollo Rural, Innovación y Formación Agroalimentaria
  - Isabel Bombal Díaz (2020- )
- Desarrollo Rural, Innovación y Política Forestal 
  - Isabel Bombal Díaz (2018-2020)
- Desarrollo Rural y Política Forestal 
  - Esperanza Orellana Moraleda (2016-2018)
  - Begoña Nieto Gilarte (2012-2016)
- Dirección General de Desarrollo Sostenible del Medio Rural 
  - Jesús Casas Grandes (2008-2011) (1)
- Dirección General de Desarrollo Rural
  - Francisco Amarillo Doblado (2004-2008)
  - Vicente Forteza del Rey Morales (2002-2004)
  - Gerardo Luis García Fernández (2000-2002)
  - Pedro Llorente Martínez (1999-2000)
  - Joaquín Castillo Sempere (1995-1996)
- Dirección General de Planificación y Desarrollo Rural
  - Antonio Rodríguez de la Borbolla y Vázquez (1997-1999)
  - Tomás Rubio Villanueva (1996-1997)
- Dirección General de Planificación Rural y del Medio Natural
  - José Ramón López Pardo (1995-1996)
- Dirección General de Planificación Económica y Coordinación Institucional
  - Jaime Haddad Sánchez de Cueto (2003-2004)
  - Carmen Martínez de Sola-Coello de Portugal (2000-2003)
- Dirección General de Servicios
  - Miguel Ordozgoiti de la Rica (2013- )
  - Miguel Ángel González Suela (2010-2013) (1)
  - Soledad Sanz Salas (2008-2010)
  - José Manuel Sánchez San Miguel (1995-1996)
  - Francisco Javier Velázquez López (1991-1995)
  - Felipe García Ortiz (1986-1991)
  - José Pérez Velasco (1982-1986)
  - Fernando Garro Carballo (1981-1982)
- Dirección General de Análisis Económico y Presupuestario
  - Eduardo Díez Patier (1995-1996)
- Secretaría General Técnica
  - Paloma García-Galán San Miguel (2018- )
  - Alfonso Codes Calatrava (2016-2018)
  - Adolfo Díaz-Ambrona Medrano (2011-2016)
  - Alicia Camacho García (2008-2011)
  - Juan José Granado Martín (2004-2008)
  - Alfonso Ramos de Molins Sáinz de Baranda (2003-2004)
  - Manuel Esteban Pacheco Manchado (2001-2003)
  - Lourdes Máiz Carro (2000-2001)
  - Manuel Gonzalo González (1996-2000)
  - Laureano Lázaro Araújo (1993-1996)
  - Julio Blanco Gómez (1991-1993)
  - Gabino Escudero Zamora (1988-1991)
  - Jordi Carbonell Sebarroja (1982-1988)
  - Antonio Botella García (1982)
  - Antonio Herrero Alcón (1980-1981)
  - José Manuel Rodríguez Molina (1979-1980)
  - José Javier Rodríguez Alcalde (1978-1979)
  - Francisco Gómez Irureta (1977-1978)

(1) En el Ministerio de Medio Ambiente y Medio Rural y Marino
(2) En el Ministerio de Transportes y Comunicaciones
(3) En el Ministerio de Comercio